# Набіра Єсенбаєва
Набіра Єсенбаєва (кар. Набира Есенбаева; нар. 9 грудня 1998, Нукус, Каракалпакстан) — узбецька борчиня вільного стилю, срібна та бронзова призерка чемпіонатів Азії.

## Життєпис
Набіра Есенбаева народилася в 1998 році в місті Нукус. Багаторазова призерка чемпіонатів Азії в молодших вікових групах, в тому числі чемпіонка Азії серед кадетів 2015 року та срібна призерка чемпіонату світу з боротьби серед юніорів 2018 року. Неодноразова чемпіонка Узбекистану та Каракалпакстану. Тренується під керівництвом Бахадира Калімбетова.

## Спортивні результати на міжнародних змаганнях

### Виступи на Чемпіонатах світу
| Змагання                        | Збірна     | Вагова категорія          | Місце |
| ------------------------------- | ---------- | ------------------------- | ----- |
| Чемпіонат світу з боротьби 2019 | Узбекистан | жіноча боротьба, до 62 кг | 32    |

### Виступи на Чемпіонатах Азії
| Змагання                       | Збірна     | Вагова категорія          | Місце  |
| ------------------------------ | ---------- | ------------------------- | ------ |
| Чемпіонат Азії з боротьби 2016 | Узбекистан | жіноча боротьба, до 58 кг | 10     |
| Чемпіонат Азії з боротьби 2017 | Узбекистан | жіноча боротьба, до 60 кг | 5      |
| Чемпіонат Азії з боротьби 2018 | Узбекистан | жіноча боротьба, до 59 кг | Срібло |
| Чемпіонат Азії з боротьби 2019 | Узбекистан | жіноча боротьба, до 62 кг | Бронза |
| Чемпіонат Азії з боротьби 2020 | Узбекистан | жіноча боротьба, до 65 кг | 4      |
| Чемпіонат Азії з боротьби 2022 | Узбекистан | жіноча боротьба, до 62 кг | 5      |

### Виступи на Азійських іграх
| Змагання           | Збірна     | Вагова категорія          | Місце |
| ------------------ | ---------- | ------------------------- | ----- |
| Азійські ігри 2018 | Узбекистан | жіноча боротьба, до 57 кг | 7     |

### Виступи на Іграх ісламської солідарності
| Змагання                          | Збірна     | Вагова категорія          | Місце |
| --------------------------------- | ---------- | ------------------------- | ----- |
| Ігри ісламської солідарності 2022 | Узбекистан | жіноча боротьба, до 62 кг | 7     |

### Виступи на інших змаганнях
| Змагання                                                         | Збірна     | Вагова категорія          | Місце |
| ---------------------------------------------------------------- | ---------- | ------------------------- | ----- |
| Кубок Президента Казахстану з боротьби 2015                      | Узбекистан | жіноча боротьба, до 58 кг | 5     |
| Олімпійський кваліфікаційний турнір з боротьби 2016 (Улан-Батор) | Узбекистан | жіноча боротьба, до 58 кг | 14    |
| Гран-прі «Іван Яригін» 2018                                      | Узбекистан | жіноча боротьба, до 59 кг | 9     |
| Відкритий чемпіонат Китаю з боротьби 2018                        | Узбекистан | жіноча боротьба, до 59 кг | 7     |
| Турнір Дана Колова — Николи Петрова 2019                         | Узбекистан | жіноча боротьба, до 62 кг | 20    |
| Турнір Яшара Догу 2019                                           | Узбекистан | жіноча боротьба, до 62 кг | 11    |
| Київський Міжнародний турнір з боротьби 2021                     | Узбекистан | жіноча боротьба, до 62 кг | 12    |
| Олімпійський кваліфікаційний турнір з боротьби 2020 (Алмати)     | Узбекистан | жіноча боротьба, до 62 кг | 5     |
| Олімпійський кваліфікаційний турнір з боротьби 2020 (Софія)      | Узбекистан | жіноча боротьба, до 62 кг | 18    |
| Турнір Яшара Догу 2022                                           | Узбекистан | жіноча боротьба, до 62 кг | 22    |

### Виступи на змаганнях молодших вікових груп
| Змагання                                      | Збірна     | Вагова категорія          | Місце  |
| --------------------------------------------- | ---------- | ------------------------- | ------ |
| Чемпіонат Азії з боротьби серед кадетів 2013  | Узбекистан | жіноча боротьба, до 56 кг | 7      |
| Чемпіонат Азії з боротьби серед кадетів 2014  | Узбекистан | жіноча боротьба, до 60 кг | Бронза |
| Чемпіонат світу з боротьби серед кадетів 2014 | Узбекистан | жіноча боротьба, до 60 кг | 17     |
| Чемпіонат Азії з боротьби серед кадетів 2015  | Узбекистан | жіноча боротьба, до 60 кг | Золото |
| Чемпіонат світу з боротьби серед кадетів 2015 | Узбекистан | жіноча боротьба, до 56 кг | 10     |
| Чемпіонат Азії з боротьби серед юніорів 2016  | Узбекистан | жіноча боротьба, до 59 кг | Бронза |
| Чемпіонат світу з боротьби серед юніорів 2016 | Узбекистан | жіноча боротьба, до 59 кг | 5      |
| Чемпіонат Азії з боротьби серед юніорів 2017  | Узбекистан | жіноча боротьба, до 63 кг | 5      |
| Чемпіонат світу з боротьби серед юніорів 2017 | Узбекистан | жіноча боротьба, до 59 кг | 7      |
| Чемпіонат Азії з боротьби серед юніорів 2018  | Узбекистан | жіноча боротьба, до 59 кг | Срібло |
| Чемпіонат світу з боротьби серед юніорів 2018 | Узбекистан | жіноча боротьба, до 62 кг | Срібло |